# Ralph Fiennes
Ralph Fiennes (wym. reɪf ˈfaɪnz), właśc. Ralph Nathaniel Twisleton-Wykeham-Fiennes (ur. 22 grudnia 1962 w Ipswich, Suffolk) – angielski aktor i reżyser.

## Życiorys

### Wczesne lata
Urodził się w Ipswich w katolickiej rodzinie jako najstarszy z sześciorga dzieci Marka Twisletona-Wykehama-Fiennesa (ur. 11 listopada 1933, zm. 30 grudnia 2004), fotografa i ilustratora, i Jennifer Anne Mary Alleyne Lash (ur. 27 lutego 1938, zm. 28 grudnia 1993), pejzażystki i pisarki publikującej swoje książki pod pseudonimem Jini Fiennes. Jego siostra Martha (ur. 5 lutego 1965) została reżyserką teatralną, a w 1999 zadebiutowała na dużym ekranie realizując z Ralphem Oniegina. Muzykę do filmu skomponował ich brat Magnus Hubert (ur. 1965). Druga siostra, Sophia Victoria (ur. 1967), została producentką, a najmłodszy brat, Joseph (ur. 27 maja 1970 z bratem bliźniakiem Jacobem Markiem, który został leśniczym) także został aktorem. Ma także przybranego brata Michaela „Micka” Emery (ur. 31 grudnia 1952), z zawodu archeologa. Jest kuzynem brytyjskiego badacza Sir Ranulpha Fiennesa, a także wujkiem aktora Hero Fiennes Tiffina. Jest również w ósmym pokoleniu kuzynem króla Karola.
Zamiłowanie do sztuki wyniósł z domu. Uczęszczał do szkoły dla chłopców Bishop Wordsworth. Zamierzał zostać malarzem i rozpoczął naukę w Chelsea College of Art & Design. Po roku przeniósł się do Royal Academy of Dramatic Art.

### Kariera
W 1985 trafił do zespołu Regents Park Theatre, z którym występował przez kolejne dwa lata. Od roku 1987 grał z Royal National Theatre, a w 1988 został członkiem elitarnej grupy teatralnej Royal Shakespeare Company. W ciągu trzech lat zagrał m.in. Romea, Henryka VI, Troilusa w romansie Troilus i Kresyda, Klaudia w Wiele hałasu o nic i Edmunda w Królu Lirze. W 1995 występując na Broadwayu odebrał nagrodę teatralną Tony Award za tytułową rolę tytułowego duńskiego księcia w Hamlecie Szekspira w reżyserii Jonathana Kenta z Almeida Theatre Company.
W 1990 dostał pierwszą rolę T.E. Lawrence'a, awanturnika i poszukiwacza przygód w dramacie telewizyjnym Niebezpieczny człowiek – Lawrence po Arabii (A Dangerous Man: Lawrence After Arabia), a rok później pojawił się w miniserialu Główny podejrzany (Prime Suspect, 1991). Rola Heathcliffa, pełnego sprzeczności, porywczego buntownika o wrażliwości romantyka w melodramacie Wichrowe Wzgórza (Wuthering Heights, 1992) z Juliette Binoche sprawiła, że Steven Spielberg zaangażował go do biograficznego dramatu wojennego Lista Schindlera (Schindler's List, 1993), gdzie zagrał autentyczną postać sadysty-oficera SS Amona Götha, okrutnego i bezdusznego nazistowskiego komendanta obozu koncentracyjnego w Płaszowie, który dla zabawy strzela do ludzi. Za tę rolę otrzymał nominację do Oscara i Złotego Globu oraz nagrodę nowojorskich, chicagowskich, bostońskich i londyńskich krytyków filmowych i Brytyjskiej Akademii Filmowej BAFTA.
W obsypanym nagrodami melodramacie wojennym Angielski pacjent (The English Patient, 1996) zagrał nominowaną do Oscara i Złotego Globu rolę ciężko rannego pilota László Almásy. W dramacie Kropla słońca (Sunshine, 1999) zagrał aż trzy postacie wcielając się w rolę dziadka, ojca i wnuka.
W 2024 roku zagrał kardynała Thomasa Lawrence w filmie Konklawe, będącym adaptacją powieści Roberta Harrisa. Za tę rolę był nominowany do nagrody Brytyjskiej Akademii Filmowej (BAFTA 2025) oraz do Oscara (2025) dla najlepszego aktora pierwszoplanowego.
Był na okładkach magazynów takich jak „GQ”, „Entertainment Weekly”, „Esquire”, „Film” i „Variety”. Nie przerywając pracy w londyńskim teatrze z klasycznym szekspirowskim repertuarem, grał w filmach fantastycznonaukowych, dreszczowcach i komediach romantycznych. Specjalizuje się w rolach rozdartych wewnętrznie, tajemniczych bohaterów miotanych skrajnymi namiętnościami. W 2025 roku Ralp Fiennes wystąpi w filmie Danny’ego Boyle’a pt. 28 lat później.
Zajmuje się także dubbingiem. W 1998 użyczył głosu Ramzesowi w biblijnym filmie animowanym Książę Egiptu (The Prince of Egypt).
Został ambasadorem dobrej woli UNICEF.

## Życie prywatne
We wrześniu 1993 poślubił aktorkę Alex Kingston. W 1995, podczas realizacji spektaklu Hamlet poznał aktorkę Francescę Annis, dla której rozwiódł się z żoną 28 października 1997. Od 7 lutego 2006 para pozostaje jednak w separacji.

## Filmografia

### Filmy fabularne
- 1990: Niebezpieczny człowiek: Lawrence po Arabii (A Dangerous Man: Lawrence After Arabia) – Thomas Edward Lawrence
- 1992: Wichrowe Wzgórza (Wuthering Heights) – Heathcliff
- 1993: Dzieciątko z Mâcon (The Baby of Mâcon) – syn biskupa
- 1993: Lista Schindlera (Schindler's List) – Amon Göth
- 1993: Kormoran (The Cormorant) – John Talbot
- 1994: Quiz Show – Charles Van Doren
- 1995: Dziwne dni (Strange Days) – Lenny Nero
- 1996: Angielski pacjent (The English Patient) – László Almásy
- 1997: Oskar i Lucinda (Oscar and Lucinda) – Oscar Hopkins, prawnuk Oscara
- 1998: Książę Egiptu (The Prince of Egypt) – Ramzes II (głos)
- 1998: Rewolwer i melonik (The Avengers) – John Steed
- 1999: Oniegin (Onegin) – Eugeniusz Onegin
- 1999: Kropla słońca (Sunshine) – Ignatz, Ivan, Adam Sonnenschein
- 1999: Koniec romansu (The End of the Affair) – Maurice Bendrix
- 2000: How Proust Can Change Your Life – Marcel Proust
- 2000: Spotkanie z Jezusem (The Miracle Maker) – Jezus Chrystus (głos)
- 2002: Pająk (Spider) – Dennis 'Pająk' Cleg
- 2002: Podwójny blef (The Good Thief) – Tony Angel
- 2002: Reflections of Evil – Amon Göth (głos)
- 2002: Czerwony smok (Red Dragon) – Francis Dolarhyde
- 2002: Pokojówka na Manhattanie (Maid in Manhattan) – Christopher Marshall
- 2005: Chromofobia (Chromophobia) – Stephen Tulloch
- 2005: Harry Potter i Czara Ognia (Harry Potter and the Goblet of Fire) – Lord Voldemort
- 2005: Miłego dnia? (Chumscrubber) – burmistrz Michael Ebbs
- 2005: Biała hrabina (White Countess) – Todd Jackson
- 2005: Wallace i Gromit: Klątwa królika (Wallace & Gromit in The Curse of the Were-Rabbit) – Victor Quatermaine (głos)
- 2005: Wierny ogrodnik (The Constant Gardener) – Justin Quayle
- 2006: Rewolta (Land of the Blind) – Joe
- 2007: Harry Potter i Zakon Feniksa (Harry Potter and the Order of the Phoenix) – Lord Voldemort
- 2007: Bernard i Doris (Bernard and Doris) – Bernard
- 2008: The Hurt Locker. W pułapce wojny – dowódca najemników
- 2008: Najpierw strzelaj, potem zwiedzaj (In Bruges) – Harry
- 2008: Lektor (The Reader) – Michael Berg
- 2008: Księżna (The Duchess) – Książę William Devonshire
- 2010: Harry Potter i Insygnia Śmierci. Część I (Harry Potter and the Deathly Hallows: Part I) – Lord Voldemort
- 2010: Starcie tytanów (Clash of the Titans) – Hades
- 2010: Niania i wielkie bum (Nanny McPhee and the Big Bang) – Lord Gray
- 2011: Koriolan (Coriolanus) – Caius Martius (Coriolanus)
- 2011: Harry Potter i Insygnia Śmierci. Część II (Harry Potter and the Deathly Hallows: Part II) – Lord Voldemort
- 2012: Gniew tytanów (Wrath of the Titans) – Hades
- 2012: Skyfall – Gareth Mallory (M)
- 2013: Kobieta w ukryciu (The Invisible Woman) – Karol Dickens
- 2014: Grand Budapest Hotel – Pan Gustave H.
- 2015: Spectre – M
- 2016: Ave, Cezar! – Laurence Laurentz
- 2021: Nie czas umierać – M
- 2021: Wykopaliska (The Dig) – Basil Brown
- 2021: King’s Man: Pierwsza misja (The King’s Man) – Książę Oxfordu
- 2022: Menu (The Menu) – szef kuchni Slowik
- 2024: Konklawe – kardynał Thomas Lawrence
- 2025: 28 lat później (28 Years Later) – dr. Kelson
- 2026: Igrzyska śmierci: Wschód słońca w dniu dożynek (The Hunger Games: Sunrise on the Reaping) – młody Coriolanus Snow

### Seriale TV
- 1991: Główny podejrzany (Prime Suspect) – Michael
- 1992: Great Performances – T. E. Lawrence
- 1993: Screen Two – John Talbot
- 1996: The Great War and the Shaping of the 20th Century – Wilfred Owen (głos)
- 2011–2014: Rev. jako Diecezja londyńska

### Reżyser
- 2011: Koriolan (Coriolanus)

## Nagrody
| Rok  | Nagroda                                                                   | Kategoria                                         | Tytuł                          |
| ---- | ------------------------------------------------------------------------- | ------------------------------------------------- | ------------------------------ |
| 1993 | Nagroda nowojorskich krytyków (NYFCC)                                     | Najlepsza rola drugoplanowa                       | Lista Schindlera (1993)        |
| 1994 | Nagroda Brytyjskiej Akademii Filmowej (BAFTA)                             | Najlepsza rola drugoplanowa                       | Lista Schindlera (1993)        |
| 1995 | Tony Award                                                                | Hamlet                                            |                                |
| 1999 | Europejska Nagroda Filmowa                                                | Najlepszy aktor                                   | Kropla słońca (1999)           |
| 2001 | Nagroda im. Williama Shakespeare’a Teatru Szekspirowskiego w Waszyngtonie | –                                                 | –                              |
| 2005 | Nagroda im. Krzysztofa Kieślowskiego                                      | Całokształt pracy aktorskiej                      | –                              |
| 2007 | Nagroda Spike’s TV Scream Awards                                          | Najstraszniejsza postać filmowa                   | (Lord Voldemort, Harry Potter) |
| 2018 | Międzynarodowy Festiwal Filmowy w Tokio                                   | Nagroda za najlepszy wkład artystyczny            | –                              |
| 2018 | Europejska Nagroda Filmowa                                                | Wybitne europejskie osiągnięcie w światowym kinie | –                              |